# 7846 Setvak
Setvak (asteróide 7846) é um asteróide da cintura principal, a 1,9344159 UA. Possui uma excentricidade de 0,1770041 e um período orbital de 1 316,21 dias (3,61 anos).
Setvak tem uma velocidade orbital média de 19,42748803 km/s e uma inclinação de 3,45316º.
Este asteróide foi descoberto em 16 de Janeiro de 1996 por Miloš Tichý.